# 대한민국 내무부 치안본부
내무부 치안본부(內務部 治安本部)는 치안 행정, 경찰 인력·장비 관리, 방범 및 풍속 사범에 관한 지도 단속, 교통 사범 규제 및 교통 안전 지도, 대공정보 수집 및 분석, 외사경찰 업무 등에 관한 사무를 관장하는 대한민국의 중앙행정기관이었다. 1974년 12월 31일 내무부 치안국을 개편하여 발족하였으며 1991년 7월 30일 경찰청으로 개편되면서 폐지되었다.

## 설치 근거 및 소관 업무
- 내무부 직제 [대통령령 제7505호, 1974.12.31 전부개정]

## 연혁
- 1974년 12월 31일 - 내무부 산하에 치안국을 폐지하고 치안본부를 설치.
- 1986년 8월 1일 - 미근동 신축 청사(서대문구  미근동 209번지 / 現 통일로 97) 이전
- 1991년 7월 30일 - 치안본부를 폐지하고 내무부의 외청으로 경찰청을 설치.

## 조직
| - 내무부 치안본부 강력부 ( 1990.04 ~ 1991.07 ) - 내무부 치안본부 경무부 ( 1986.01 ~ 1991.07 ) - 내무부 치안본부 경비부 ( 1986.01 ~ 1991.07 ) - 내무부 치안본부 교통지도부 ( 1986.01 ~ 1991.07 ) - 내무부 치안본부 대공1부 ( 1986.06 ~ 1991.07 ) - 내무부 치안본부 대공2부 ( 1986.06 ~ 1991.07 ) - 내무부 치안본부 대공3부 ( 1986.06 ~ 1991.07 ) - 내무부 치안본부 대공부 ( 1986.01 ~ 1986.06 ) - 내무부 치안본부 보안부 ( 1986.01 ~ 1991.07 ) | - 내무부 치안본부 보안부 소년과 ( 1986.01 ~ 1991.07 ) - 내무부 치안본부 수사부 ( 1986.01 ~ 1991.07 ) - 내무부 치안본부 인사교육부 ( 1986.01 ~ 1991.07 ) - 내무부 치안본부 정보1부 ( 1986.01 ~ 1991.07 ) - 내무부 치안본부 정보2부 ( 1986.01 ~ 1991.07 ) - 내무부 치안본부 제1부 ( 1974.12 ~ 1986.01 ) - 내무부 치안본부 제1조정관 ( 1986.01 ~ 1991.07 ) - 내무부 치안본부 제2부 ( 1974.12 ~ 1986.01 ) - 내무부 치안본부 제2조정관 ( 1986.01 ~ 1991.07 ) | - 내무부 치안본부 제3부 ( 1974.12 ~ 1986.01 ) - 내무부 치안본부 제3조정관 ( 1986.01 ~ 1991.07 ) - 내무부 치안본부 제4부 ( 1981.07 ~ 1986.01 ) - 내무부 치안본부 제4조정관 ( 1986.01 ~ 1991.07 ) - 내무부 치안본부 제5조정관 ( 1986.06 ~ 1991.07 ) - 내무부 치안본부 치안감사관 ( 1986.01 ~ 1991.07 ) - 내무부 치안본부 치안감사담당관 ( 1981.07 ~ 1986.01 ) - 내무부 치안본부 치안기획관 ( 1986.01 ~ 1991.07 ) - 내무부 치안본부 형사부 ( 1989.08 ~ 1990.04 ) |

## 역대 본부장

### 치안본부 본부장
| 공화국      | 대수            | 이름                              | 임기                               | 출신지    | 출신학교                                                                                      | 비고                                             |
| ----------- | --------------- | --------------------------------- | ---------------------------------- | --------- | --------------------------------------------------------------------------------------------- | ------------------------------------------------ |
| 제 4 공화국 | 초대            | 박현식(朴賢植)                    | 1974년 12월 31일 ~ 1975년 5월 26일 | 황해 신천 | 육사                                                                                          |                                                  |
| 제 4 공화국 | 2대             | 장일훈(張日勳)                    | 1975년 5월 26일 ~ 1976년 1월 12일  | 전남 강진 | 서울대&육군종합학교                                                                           | 제주도지사&산림청장&해양경찰대장                 |
| 제 4 공화국 | 3대             | 김성주(金聖柱)                    | 1976년 1월 12일 ~ 1978년 12월 26일 | 부산      | 일본 메이지대                                                                                 | 경남도지사&제9대 국회의원                        |
| 제 4 공화국 | 4대             | 손달용(孫達用)                    | 1978년 12월 26일 ~ 1980년 5월 2일  | 강원 삼척 | 조선대                                                                                        |                                                  |
| 제 4 공화국 | 5대             | 염보현(廉普鉉)                    | 1980년 5월 28일 ~ 1980년 9월 9일   | 강원 철원 | 고려대                                                                                        | 경찰대 학장&경기도지사&서울특별시장&해양경찰대장 |
| 제 4 공화국 | 6대             | 유흥수(柳興洙)                    | 1980년 9월 10일 ~ 1982년 1월 5일   | 경남 합천 | 서울대                                                                                        | 충남도지사&교통부 차관&제12·14·15·16대 국회의원  |
| 제 5 공화국 | 6대             | 유흥수(柳興洙)                    | 1980년 9월 10일 ~ 1982년 1월 5일   | 경남 합천 | 서울대                                                                                        | 충남도지사&교통부 차관&제12·14·15·16대 국회의원  |
| 7대         | 안응모(安應模)  | 1982년 1월 5일 ~ 1983년 4월 6일   | 황해 벽성                          | 단국대    | 충남도지사&청와대 정무수석비서관&조달청장&국가안전기획부 차장&내무부 장관&한국자유총연맹 총재 |                                                  |
| 8대         | 이해구(李海龜)  | 1983년 4월 6일 ~ 1984년 10월 10일 | 경기 안성                          | 고려대    | 경기도지사&내무부 장관&제13·14·15·16대 국회의원                                               |                                                  |
| 9대         | 박배근(朴培根)  | 1984년 10월 10일 ~ 1986년 1월 9일 | 경북 군위                          | 서울대    | 대구직할시장&인천직할시장                                                                     |                                                  |
| 10대        | 강민창(姜玟昌)  | 1986년 1월 9일 ~ 1987년 1월 21일  | 경북 안동                          | 건국대    | 해양경찰대장                                                                                  |                                                  |
| 11대        | 이영창 (李永昶) | 1987년 1월 21일 ~ 1987년 5월 27일 | 경북 청도                          | 동국대    | 제14대 국회의원&한국주택공사 이사장                                                           |                                                  |
| 12대        | 권복경(權福慶)  | 1987년 5월 27일 ~ 1988년 5월 20일 | 경남 합천                          | 동아대    | 해양경찰대장                                                                                  |                                                  |
| 12대        | 권복경(權福慶)  | 1987년 5월 27일 ~ 1988년 5월 20일 | 경남 합천                          | 동아대    | 해양경찰대장                                                                                  | 제 6 공화국                                      |
| 13대        | 조종석(趙鍾奭)  | 1988년 5월 20일 ~ 1989년 5월 3일  | 충남 예산                          | 건국대    | 제15대 국회의원                                                                               |                                                  |
| 14대        | 김우현(金又鉉)  | 1989년 5월 3일 ~ 1990년 6월 20일  | 경북 고령                          | 영남대    | 경북도지사                                                                                    |                                                  |
| 15대        | 이종국(李鍾國)  | 1990년 6월 20일 ~ 1991년 7월 31일 | 충남 공주                          | 동국대    | 충남도지사                                                                                    |                                                  |

## 같이 보기
- 내무부